# 瑶山母草
瑶山母草（学名：Lindernia yaoshanensis）为玄参科母草属下的一个种。
草本，基部常有根状茎，节上有须根，上部亚直立或匍匐上升。为中国特有种，产广西瑶山。

## 扩展阅读
1. ↑  中国科学院中国植物志编辑委员会编. . 北京：科学出版社. 1979年10月: 136.

- 維基物種上的相關：瑶山母草